# Осветитель D65

Спектр стандартного источника света CIE D65.
CRI или Ra (англ. colour rendering index) — индекс цветопередачи, коэффициент цветопередачи.
Стандартный осветитель (источник) CIE D65 — широко используемый стандартный осветитель, определённый Международной комиссией по освещению (CIE, МКО).
X, Y — координаты цветности описанные цветовом пространстве CIE 1931.
CCT (Correlated color temperature) — коррелированная цветовая температура.)

Относительное распределение спектральной мощности источника света D и чёрного тела с одинаковой коррелированной цветовой температурой, нормализованной примерно на 560 нм.

Стандартный осветитель CIE D65 (иногда пишется D65) — это широко используемый стандартный осветитель, определённый Международной комиссией по освещению (CIE). Это часть осветительных приборов D-серии, которые пытаются воспроизвести стандартные условия освещения на открытом воздухе в разных частях мира.
D65 примерно соответствует среднему дневному освещению в Западной Европе / Северной Европе (включает как прямой солнечный свет, так и свет, рассеянный ясным небом), поэтому его также называют дневным освещением. Поскольку любой стандартный источник света представлен в виде таблицы усредненных спектрофотометрических данных, любой источник света, который статистически имеет одинаковое относительное распределение спектральной мощности (SPD), может рассматриваться как источник света D65. Реальных источников света D65 нет, только имитаторы. Их качество можно оценить с помощью индекса метамерности CIE.
CIE позиционирует D65 в качестве стандартного источника дневного света:

[D65] предназначен для представления среднего дневного света и имеет коррелированную цветовую температуру приблизительно 6500 К. Стандартный осветитель МКО D65 должен использоваться во всех колориметрических расчетах, требующих репрезентативного дневного света, если нет особых причин для использования другого осветителя. Известны изменения в относительном распределении спектральной мощности дневного света, особенно в ультрафиолетовой области спектра, в зависимости от сезона, времени суток и географического положения.— ISO 10526:1999/CIE S005/E-1998, CIE Standard Illuminants for Colorimetry

## История
В 1931 году CIE представила три стандартных источника освещения:
- A: Имитатор лампы накаливания
- B: Имитатор дневного света (прямой)
- C: Имитатор дневного света (тень)

В и С были получены из А с помощью жидких фильтров. Приближение к реальному освещению, которое это обеспечивало, было признано недостаточным, поэтому в 1967 году CIE приняла предложение Джадда, МакАдама и Вышецкого о новой серии имитаторов дневного света, носящих начальное обозначение D.

## Определение
D65 представляет собой табличную SPD (спектральную плотность излучения) с шагом 5 нм от 300 нм до 830 нм, использующий линейную интерполяцию исходных данных, привязанных к 10 нм. CIE рекомендует использовать линейную интерполяцию компонентов SPD, S0, S1 и S2, если приложение требует большей точности, но вместо этого предлагается использовать сплайновую интерполяцию.
Используя стандартный 2° наблюдатель, координаты цветности цветового пространства CIE 1931 для D65 следующие:{\displaystyle {\begin{aligned}x&=0.31271=31.271\%\\y&=0.32902=32.902\%\\z&=0.35827=35.827\%\end{aligned}}}Нормализуя относительную яркость (то есть устанавливая Y = 100), значения tristimulus XYZ равны{\displaystyle {\begin{aligned}X&=95.047\\Y&=100\\Z&=108.883\end{aligned}}}Для дополнительного наблюдателя на 10°,{\displaystyle {\begin{aligned}x&=0.31382=31.382\%\\y&=0.33100=33.1\%\\z&=0.35518=35.518\%\end{aligned}}}и соответствующие значения трех цветов XYZ равны{\displaystyle {\begin{aligned}X&=94.8110\\Y&=100\\Z&=107.304\end{aligned}}}Поскольку D65 представляет белый свет, его координаты также являются точкой белого, соответствующей коррелированной цветовой температуре 6504 K. Rec. 709, используемая в системах HDTV, усекает координаты CIE 1931 до x=0,3127, y=0,329.

## Цветовая температура
Название D 65 предполагает, что коррелированная цветовая температура (CCT) должна составлять 6500 К, в то время как на самом деле она ближе к 6504 К. Это несоответствие связано с пересмотром научным сообществом констант в законе Планка в 1968 году после определения источника света. Это сместило локус Планка, затронув все CCT, которые вычисляются путем нахождения ближайшей точки на локусе к белой точке. Такое же несоответствие относится ко всем осветительным приборам серии D — D 50, D 55, D 65, D 75 — и может быть «исправлено» путем умножения номинальной цветовой температуры на{\displaystyle {\frac {c_{2}}{1.4380}}}; например, для D65 {\displaystyle 6500\ {\text{K}}\times {\frac {1.438776877\dots }{1.4380}}=6503.51\ {\text{K}}}